# Casa de Cilão
Casa de Cilão ou Casa Cilônia (em latim: Domus Cilonis) era uma residência romana localizada no monte Aventino, pertencente ao prefeito urbano em 203 e cônsul no ano seguinte, Lúcio Fábio Cilão, presente do imperador Sétimo Severo, de quem era amigo íntimo.

## Descrição
Parte da estrutura da residência foi incorporada na basílica de Santa Balbina all'Aventino. Mencionado nos Catálogos regionários, a residência foi identificada com base num fragmento, hoje perdido, do "Plano de Mármore" (Forma Urbis) e de uma inscrição em um cano de chumbo recuperado perto de Santa Balbina.
Estão conservados notáveis vestígios da subestrutura da casa, anteriores a Cilão, na via que deixa o mosteiro anexo à igreja e abaixo dele. Na igreja foi escavada uma grande sala retangular pertencente à residência.